# Leptogenys ambigua
Leptogenys ambigua es una especie de hormiga del género Leptogenys, subfamilia Ponerinae.

## Taxonomía
Fue descrita por Santschi en 1931.